# سكوت راند
سكوت راند هو مجدف كندي، ولد في 6 أكتوبر 1968 في كالغاري في كندا.

## وصلات خارجية
- سكوت راند على موقع الاتحاد الدولي للتجديف (الإنجليزية)